# موزیک‌برینز پیکارد
MusicBrainz Picard یک نرم‌افزار رایگان و منبع باز برای شناسایی، برچسب گذاری و سازماندهی ضبط های صوتی دیجیتال است. توسط بنیاد MetaBrainz، یک شرکت غیرانتفاعی که پایگاه داده MusicBrainz را نیز اداره می‌کند، توسعه یافته‌است.
Picard فایل‌های صوتی و دیسک‌های فشرده را با مقایسه ابرداده یا اثر انگشت صوتی آنها با سوابق موجود در پایگاه داده شناسایی می‌کند. فراداده فایل صوتی (یا "برچسب ها") وسیله ای برای ذخیره اطلاعات مربوط به یک فایل ضبط شده در فایل است. هنگامی که Picard یک فایل صوتی را شناسایی می‌کند، می‌تواند اطلاعات جدیدی مانند هنرمند ضبط کننده، عنوان آلبوم، برچسب ضبط و تاریخ انتشار را به آن اضافه کند. در برخی موارد، می‌تواند اطلاعات دقیق‌تری مانند فهرست نوازندگان و سازهای آنها را نیز اضافه کند. منبع این اطلاعات پایگاه داده MusicBrainz است که توسط داوطلبان مدیریت می‌شود. هر چه پایگاه داده اطلاعات بیشتری در مورد یک ضبط داشته باشد، Picard می‌تواند تعداد بیشتری را در فایل‌های صوتی کاربران جاسازی کند.
MusicBrainz Picard دارای ویژگی‌های ویرایش برچسب است و با افزونه‌ها قابل توسعه است. این نام برای کاپیتان ژان لوک پیکارد، شخصیتی در مجموعه تلویزیونی آمریکایی Star Trek: The Next Generation گرفته شده‌است.

## توسعه
پیکارد به عنوان یک ویرایشگر برچسب به نام MusicBrainz Tagger شروع به کار کرد که کار رابرت کی مؤسس MusicBrainz و سایر داوطلبان بود. این برنامه در زبان برنامه‌نویسی پایتون توسعه یافته‌است و فقط بر روی سیستم عامل‌های مایکروسافت ویندوز اجرا می‌شود.
این تجسم اولیه این برنامه می‌تواند آهنگ‌ها را بر اساس برچسب‌ها یا اثر انگشت صوتی MusicDNS شناسایی کند. با این حال، کی دید که به بهبودهای زیبایی و عملکردی نیاز دارد. شرکت رسانه‌های جریانی RealNetworks به MusicBrainz علاقه‌مند شد و به توسعه دهندگان کمک مالی برای بهبود نرم‌افزار Tagger داد.
به عنوان حامی پروژه توسعه، RealNetworks از Kaye خواست تا نام کد پروژه را ارائه دهد. از آنجایی که کایه در تلاش برای ساختن یک «برچسب نسل بعدی» بود، به مجموعه تلویزیونی علمی تخیلی Star Trek: The Next Generation فکر کرد که در آن پاتریک استوارت نقش کاپیتان ژان لوک پیکارد را بازی می‌کند. اگرچه Kaye قصد داشت نام Picard موقتی باشد، MusicBrainz Picard همچنان نام رسمی برنامه است.
با کمک مالی RealNetworks، توسعه دهندگان MusicBrainz یک رابط کاربری جدید برای Picard طراحی کردند. هنگامی که نرم‌افزار جدید آهنگ‌ها را شناسایی کرد، آنها را بر اساس آلبوم در نمای درختی جمع شونده گروه‌بندی کرد. توسعه دهندگان همچنین از یک کتابخانه نرم‌افزاری به نام wxPython به کتابخانه دیگری به نام PyQt تغییر مکان دادند و Picard را به سیستم عامل‌های Linux و macOS منتقل کردند.
در سال ۲۱۷، توسعه Picard به رهبری Sambhav Kothari از سر گرفته شد. با سرعتی سریع پیشرفت کرد، بک‌اند آن با تغییر به Python 3، PyQt5 و یک رابط کاربری جدید و بهبودیافته، دستخوش تغییرات زیادی شد. نسخه توسعه Picard در PyPi نیز در دسترس قرار گرفت و از Windows، Linux و macOS پشتیبانی می‌کرد.

## فرمت‌های فایل پشتیبانی شده
Picard از این فرمت‌های فایل صوتی پشتیبانی می‌کند:
| Audio file format   | Data compression | Metadata container |
| ------------------- | ---------------- | ------------------ |
| AAC                 | Lossy            | iTunes MP4         |
| Apple Lossless      | Lossless         | iTunes MP4         |
| FLAC                | Lossless         | Vorbis comment     |
| Monkey's Audio      | Lossless         | APEv2 tag          |
| MP3                 | Lossy            | ID3                |
| Musepack            | Lossy            | APEv2 tag          |
| Ogg Vorbis          | Lossy            | Vorbis comment     |
| OptimFROG           | Lossless         | APEv2 tag          |
| Opus                | Lossy            | Vorbis comment     |
| Speex               | Lossy            | Vorbis comment     |
| TTA                 | Lossless         | ID3                |
| WAV                 | Lossless         | N/A                |
| WavPack             | Lossless         | APEv2 tag          |
| Windows Media Audio | Both             | ASF                |